# Zimmersheim
Zimmersheim é uma comuna francesa na região administrativa de Grande Leste, no departamento Alto Reno. Estende-se por uma área de 3,15 km². Em 2010 a comuna tinha 1 050 habitantes (densidade: 333,3 hab./km²).